# Os Ostras
Os Ostras foi uma banda brasileira de surf rock formada em 1994. Lançaram apenas dois CDs, "Os Ostras" de 1996 e "Operação Submarina", de 1998.
O som do grupo pode ser considerado como Surf music, já que pode se perceber em suas músicas uma forte influência de bandas clássicas deste gênero (como "The Ventures", "Dick Dale", "The Trashmen", etc), mas também pode ser enquadrados como uma banda de surf rock pop, rock onanista, ou simplesmente rock. Os integrantes da banda afirmam que o som deles é "surf rock inspirado nos anos 60".

## A Banda
| “ | "O nome da banda foi inspirado no programa da TV Cultura, "Glub Glub". O Jabá, guitarrista da banda, viu as duas ostrinhas conversando e achou que o nome tinha a ver." | ” |

Depois de algum tempo tocando covers em casas noturnas da cidade de São Paulo e do litoral sul do estado, a banda passou a incluir algumas músicas próprias no repertório dos shows, e no início de 1996 gravaram o primeiro CD (intitulado "Os Ostras"). O álbum teve boa repercussão e rendeu ao grupo alguns prêmios como banda revelação do ano.
Em 1998, lançaram seu segundo e último CD, "Operação Submarina". É deste álbum a canção "Gol, Gol, Gol", que foi composta para o programa "Tá na Área" do canal SporTV, e que faz parte da Trilha Sonora do filme "Uma Aventura do Zico"
Ainda em 1998, chegaram a abrir o shows do Dick Dale na sua turnê pelo Brasil.

### Formações
A banda teve duas formações: 
1- Walter Jabá Jr.  (guitarra e vocal), Marcio Kozilek Garcia (baixo e vocal) e Clayton Martim (bateria) - durou de 1994 até 1997; 
2- Walter Jabá Jr.  (guitarra e vocal), Marcio Kozilek Garcia (baixo e vocal), Neto (bateria), Reizinho (guitarras), e Manito & os Markinhos (metais e sopros) - durou de 1998 até 1999.

## Discografia
- 1996 - Os Ostras (Excelente Discos)
- 1998 - Operação Submarina (Excelente Discos / Abril Music)

## Prêmios e Indicações
| Ano  | Prêmio                        | Trabalho                      | Indicação/Categoria                               | Resultado | Ref.         |
| ---- | ----------------------------- | ----------------------------- | ------------------------------------------------- | --------- | ------------ |
| 1996 | "Folhateen - Hall of Fame 96" |                               | "Banda Revelação do Ano"                          | Venceu    | [ 6 ] [ 14 ] |
| 1997 | VMB 97                        | "Uma, Duas ou Três (Punheta)" | "Melhor Videoclipe do Ano (Escolha da Audiência)" | Indicado  | [ 15 ]       |
| 1997 | VMB 97                        | "Cai Na Água José"            | "Melhor Videoclipe de Banda/Artista Revelação"    | Indicado  | [ 15 ]       |